# Bois-Normand-près-Lyre
Bois-Normand-près-Lyre es una comuna francesa situada en el departamento de Eure, en la región de Normandía.

## Demografía
| 370 | 317 | 333 | 308 | 325 | 308 | 340 |
| Para los censos de 1962 a 1999 la población legal corresponde a la población sin duplicidades (Fuente: INSEE [Consultar]) |     |     |     |     |     |     |

## Historia
Bois-Normand-près-Lyre está situada en un antiguo asentamiento del paleolítico. La primera referencia escrita a un señor del lugar, Foulque de Bois-Normand, data de finales del siglo XI.

## Monumentos y lugares de interés
- Iglesia de Saint-Julien, del siglo XVIII, monumento histórico. Cuenta con una fachada de ladrillo con frontón y una pila bautismal del siglo XV.[cita requerida]
- Castillo de Rouge-Maison.
- Castillo de La Duquerie.